# Jakov Jakovlev
Jakov Arkadjevitj Jakovlev (ryska: Яков Аркадьевич Яковлев), född 21 juni (gamla stilen: 9 juni) 1896 i Grodno, Guvernementet Grodno, Kejsardömet Ryssland, död 29 juli 1938, var en sovjetisk folkkommissarie.
Jakovlev anslöt sig 1913 till bolsjevikpartiet och blev en av de dess mest energiska agitatorer. Jakovlev, som särskilt verkade bland bönderna, blev 1929 chef för Sovjetunionens jordbrukskommissariat.